# Alice Secco
Alice Secco Schiller (Londres, 16 de maio de 2019) é uma criança brasileira, atriz e apresentadora de televisão. Tornou-se conhecida por vídeos em que pronunciava palavras consideradas "difíceis" para uma criança de dois anos no perfil da sua mãe, Morgana Secco, na rede social Instagram e, em razão do seu sucesso nas redes sociais, contracenou com Fernanda Montenegro em campanha publicitária viral do Itaú Unibanco, peça que teve mais de 50 milhões de visualizações e venceu o prêmio Melhor Comercial do Brasil, do SBT. Foi descrita pela imprensa como "fenômeno da internet".

## Biografia e carreira
Alice Secco Schiller nasceu em Londres, no dia 16 de maio de 2019. É filha primogênita de Morgana Rafaela Secco e Luiz Gustavo Schiller e irmã mais velha de Julia Secco Schiller. Ganhou notoriedade após a grande repercussão dos vídeos em que falava palavras difíceis com 2 anos no perfil de sua mãe, Morgana Secco, no Instagram.
Em 2021, após se tornar conhecida na Internet, começou a receber convites para fazer publicidades e participar de matérias em jornais e revistas. Tornou-se nacionalmente conhecida após contracenar com Fernanda Montenegro para um comercial de televisão publicitário do Banco Itaú no final de 2021 e 2022. Em 2023, a TV Globo anunciou a contratação de Alice como apresentadora do quadro "Pequenos Gênios", do programa Domingão com Huck.
A carreira de Alice gerou debate acadêmico a respeito do sharenting, termo em inglês que designa exposição excessiva de crianças nas redes sociais.